# Нелидов, Фёдор Гаврилович
Фёдор Гаврилович Нелидов (1912—1945) — командир 52-го гвардейского кавалерийского полка 14-й гвардейской кавалерийской дивизии 7-го гвардейского кавалерийского корпуса 1-го Белорусского фронта, гвардии подполковник, Герой Советского Союза (1945, посмертно).

## Биография
Родился 10 мая 1912 года на станции Дружковка, ныне город Донецкой области Украины, в семье крестьянина. Русский. 
Окончил 8 классов. Работал милиционером в городе Воронеж.
В Красной Армии с 1934 года. В 1939 году окончил Московское военное пехотное училище.
Участник Великой Отечественной войны с июня 1941 года. Член ВКП(б) с 1942 года. 
Воевал на Брянском, Воронежском, Белорусском фронтах. Имел пять ранений, из них два тяжёлых. 
В январе 1945 его полк в результате дерзкой атаки обратил в бегство обороняющегося противника. Во время этого штурма подполковник Нелидов погиб на льду реки Одер. Похоронен в городе Калиш (Польша).

## Награды
- За личное мужество и отвагу, за достойную службу посмертно удостоен звания Героя Советского Союза.
- Награждён двумя орденами Ленина, орденами Красного Знамени, Суворова 3-й степени, Кутузова 3-й степени, Александра Невского, Отечественной войны 1-й степени, Красной Звезды, медалями.

## Память
- Приказом Министра Обороны СССР от 26 апреля 1965 года Герой Советского Союза Ф. Г. Нелидов навечно зачислен в списки Московского высшего общевойскового командного ордена Ленина Краснознамённого училища имени Верховного Совета РСФСР.
- В 1978 году издан художественный маркированный конверт, посвящённый герою.
- Именем Героя названы улицы в городе Мозырь Гомельской области Белоруссии и в городе Дружковка Донецкой области Украины.